# Kevin McCullar Jr.
Kevin Dewayne McCullar Jr. (San Antonio, 15 de março de 2001) é um jogador norte-americano de basquete profissional que atualmente joga no New York Knicks da National Basketball Association (NBA) e no Westchester Knicks da G-League.
Ele jogou basquete universitário por Texas Tech e por Kansas. Ele foi selecionado pelo Phoenix Suns como a 56º escolha geral no draft da NBA de 2024 e foi imediatamente trocado para os Knicks.

## Carreira no ensino médio
McCullar jogou basquete no Karen Wagner High School em San Antonio, Texas. Como calouro, ele ajudou sua equipe a alcançar a final do campeonato estadual. Em seu segundo ano, McCullar teve médias de 16,8 pontos, 6,6 rebotes e 3,8 assistências, antes de fraturar a tíbia durante os playoffs. Ele optou por se formar mais cedo e pular seu último ano. Considerado um recrutamento de quatro estrelas por consenso, ele se comprometeu a jogar basquete universitário por Texas Tech.

## Carreira universitária
McCullar não jogou em sua primeira temporada universitária para se reabilitar após fraturar a tíbia durante seu segundo ano no ensino médio. Apesar de sua ausência, sua equipe chegou à final do campeonato nacional. Como calouro, McCullar teve médias de seis pontos, 3,2 rebotes e 1,2 roubos de bola. Em seu segundo ano, ele teve médias de 10,4 pontos, 6,3 rebotes e 1,7 roubos de bola, recebendo menção honrosa na Equipe da Big 12. Em 12 de novembro de 2021, ele marcou um recorde de carreira de 24 pontos na vitória por 88-62 contra Grambling State. Em seu terceiro ano, McCullar teve médias de 10,1 pontos, 4,6 rebotes e 3,1 assistências. Ele acertou 28 de 90 arremessos de três pontos com 31,1% de aproveitamento.
Em 27 de abril de 2022, ele entrou no portal de transferências enquanto também se declarava para o draft da NBA de 2022, mantendo sua elegibilidade universitária. Em 19 de maio de 2022, McCullar anunciou que estava se transferindo para a Universidade do Kansas, enquanto ainda permanecia no draft da NBA. Em 1º de junho de 2022, McCullar retirou seu nome do draft e anunciou que jogaria pelos Jayhawks. Em sua última temporada, ele foi nomeado para a Terceira-Equipe da Big 12 e para a Equipe Defensiva.

## Carreira profissional

### Nova York / Westchester Knicks (2024–presente)
Em 27 de junho de 2024, McCullar foi selecionado pelo Phoenix Suns como a 56ª escolha geral no draft da NBA de 2024. No entanto, na noite do draft, ele foi trocado para o New York Knicks. Em 5 de agosto, ele assinou um contrato de duas vias com os Knicks.

## Estatísticas da carreira

### Universidade
| Ano      | Equipe     | PJ  | PT  | MPJ  | AP   | 3P   | LL   | RT  | AS  | BR  | TO | PPJ  |
| -------- | ---------- | --- | --- | ---- | ---- | ---- | ---- | --- | --- | --- | -- | ---- |
| 2019–20  | Texas Tech | 29  | 6   | 18.6 | .512 | .286 | .725 | 3.2 | .7  | 1.2 | .3 | 6.0  |
| 2020–21  | Texas Tech | 20  | 19  | 30.4 | .416 | .283 | .704 | 6.3 | 2.1 | 1.7 | .8 | 10.4 |
| 2021–22  | Texas Tech | 29  | 24  | 29.9 | .402 | .311 | .725 | 4.6 | 3.1 | 1.4 | .2 | 10.1 |
| 2022–23  | Kansas     | 34  | 33  | 30.6 | .444 | .296 | .761 | 7.0 | 2.4 | 2.0 | .7 | 10.7 |
| 2023–24  | Kansas     | 26  | 26  | 34.2 | .454 | .333 | .805 | 6.0 | 4.1 | 1.5 | .4 | 18.3 |
| Carreira | Carreira   | 138 | 108 | 28.7 | .445 | .301 | .744 | 5.4 | 2.4 | 1.5 | .4 | 11.1 |

Fonte:

## Vida pessoal
O pai de McCullar, Kevin Sr., jogou futebol americano universitário pelo Texas Tech como linebacker, antes de jogar profissionalmente pelo Frankfurt Galaxy e pelo Chicago Enforcers.